# Rosa Pereda
Rosa María Pereda de Castro (n. Santander, 1949), conocida como Rosa Pereda, es una periodista, escritora, crítica, gestora cultural y política española.

## Breve biografía
Rosa Pereda nació en Santander en agosto de 1949. Licenciada en Letras por la Universidad de Deusto y en Periodismo por la Escuela Oficial de Madrid.
Fue profesora de Lengua y Literatura en varios institutos de Madrid. En 1972 comienza su labor como crítica literaria colaborando con distintas revistas de literatura. En 1976, al crearse el periódico El País entra en su redacción, donde permanece hasta el 2015. A partir de esa fecha sigue publicando artículos sobre literatura en el medio digital CTXT.
Ha colaborado también en Triunfo o Cambio 16, y ha coordinado la revista de literatura Letra Internacional. En el 2010 abrió un blog personal. Ahí ando, que duró hasta el 2012, donde pueden encontrarse unos pocos artículos.
Está casada con el poeta Marcos Ricardo Barnatán y es madre del actor y músico Jimmy Barnatán. En 2023, fue elegida concejala del Ayuntamiento de Santander por el PSC-PSOE.

## Estudios literarios
En su primera época destacó por la dedicación en profundidad a los escritores Guillermo Cabrera Infante y Juan García Hortelano.
En el 2006, su participación como comisaria en la exposición José María de Pereda y su tiempo, organizada por el Gobierno de Cantabria para conmemorar el centenario de este autor, la hizo acercarse también a su figura.

## Visión feminista y femenina de la literatura
Tanto en sus artículos, periodísticos o de investigación, como en sus libros, Pereda se ha fijado especialmente en las figuras femeninas y en el papel de las mujeres en la literatura, tanto como escritoras como sujetos pasivos o protagonistas de las obras escritas por hombres.
Formó parte del grupo de investigación «El Quijote en clave de mujer/es» dirigido por la profesora Fanny Rubio, participando en distintos trabajos. Su experiencia en el grupo y el acceso a la obra cervantina la llevó a comisariar la exposición «El Quijote en sus trajes» (2005).
Son de destacar también los sucesivos congresos que bajo el título genérico «Voces Mediterráneas» abordan la distinta problemática de la mujer en los países del sur de Europa y norte de África dando paso también a las voces de América Latina.
Pereda ha tratado casi todos los temas que tienen un componente «femenino», la moda o la educación, pero sobre todo ha tratado los grandes temas que preocuparon a las españolas en el tardofranquismo y la Transición: el divorcio, el aborto, los anticonceptivos, una moda más libre, reflejando todo ello en un libro fundamental para entender aquellos años: Contra Franco 1968-1978.

## Obras

### Ensayos
- Guillermo Cabrera Infante. Madrid: Edaf, 1979.
- Vestir en España. Madrid: Ediciones del Dragón, 1986.
- El triángulo amoroso: ¿deseo, sexo o traición? Madrid: Temas de Hoy, 1992.
- Contra Franco 1968-1978. Barcelona: Geoplaneta. 2003.

### Ficción/relatos
- Poor Tired Tim. En Doce relatos de mujeres. Navajo, Ymelda (ed.). Madrid: Alianza, 1982, pp. 129-143.
- Tres cuentos inmorales. Santander: Límite, 1999.
- Declaración. En Mujeres al alba. Madrid: Alfaguara, 1999, pp. 125-129.

### Ficción/novelas
- Teatros del corazón. Madrid: Espasa Calpé, 1997. Novela.
- La sombra del gudari. Barcelona: Planeta, 1999.

### Entrevistas
- El gran momento de Juan García Hortelano. Madrid: Anjana, Ediciones S.A, 1984.
- Orgullo y pasión, en conversación con Eduardo Arroyo. Madrid: Trama, 1998.